# 시스템 생물학

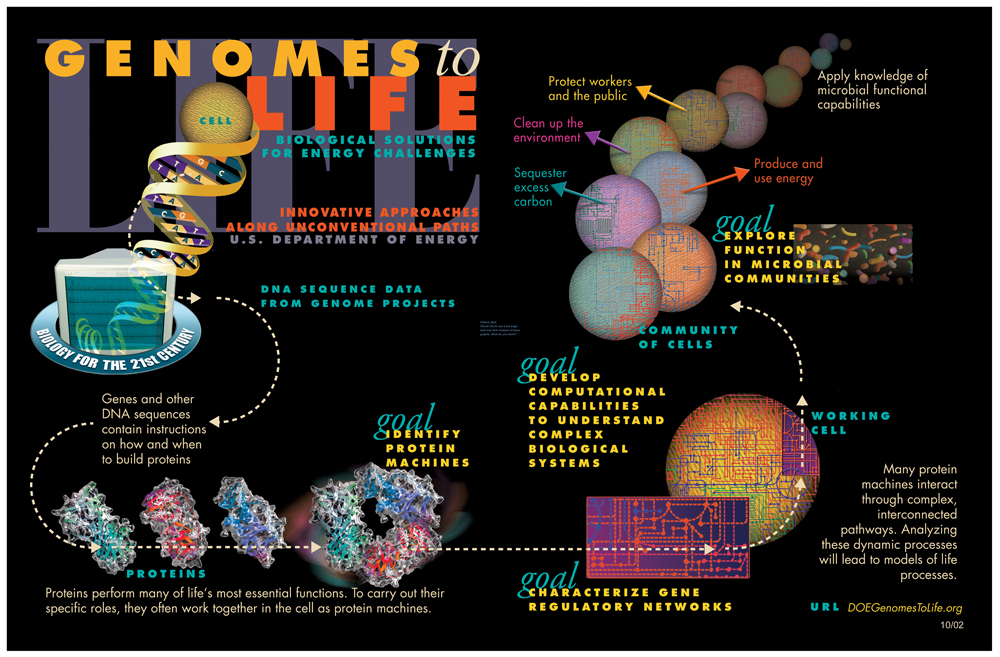
계생물학 연구의 예.

계생물학(系生物學) 또는 시스템 생물학(Systems biology, SB)은 생명현상을 복합체로 규정하고 생물학뿐만 아니라 컴퓨터과학, 수학, 물리학, 화학 등의 원칙을 사용하여 분석하고 모사 발명하는 것을 목표로 하는 학문이다. 시스템 생물학은 최신 생물학의 한 갈래로 생체 동역학적 수리모델을 수립하고 경향을 탐구하려는 성격을 가지고 있다.

## 개요

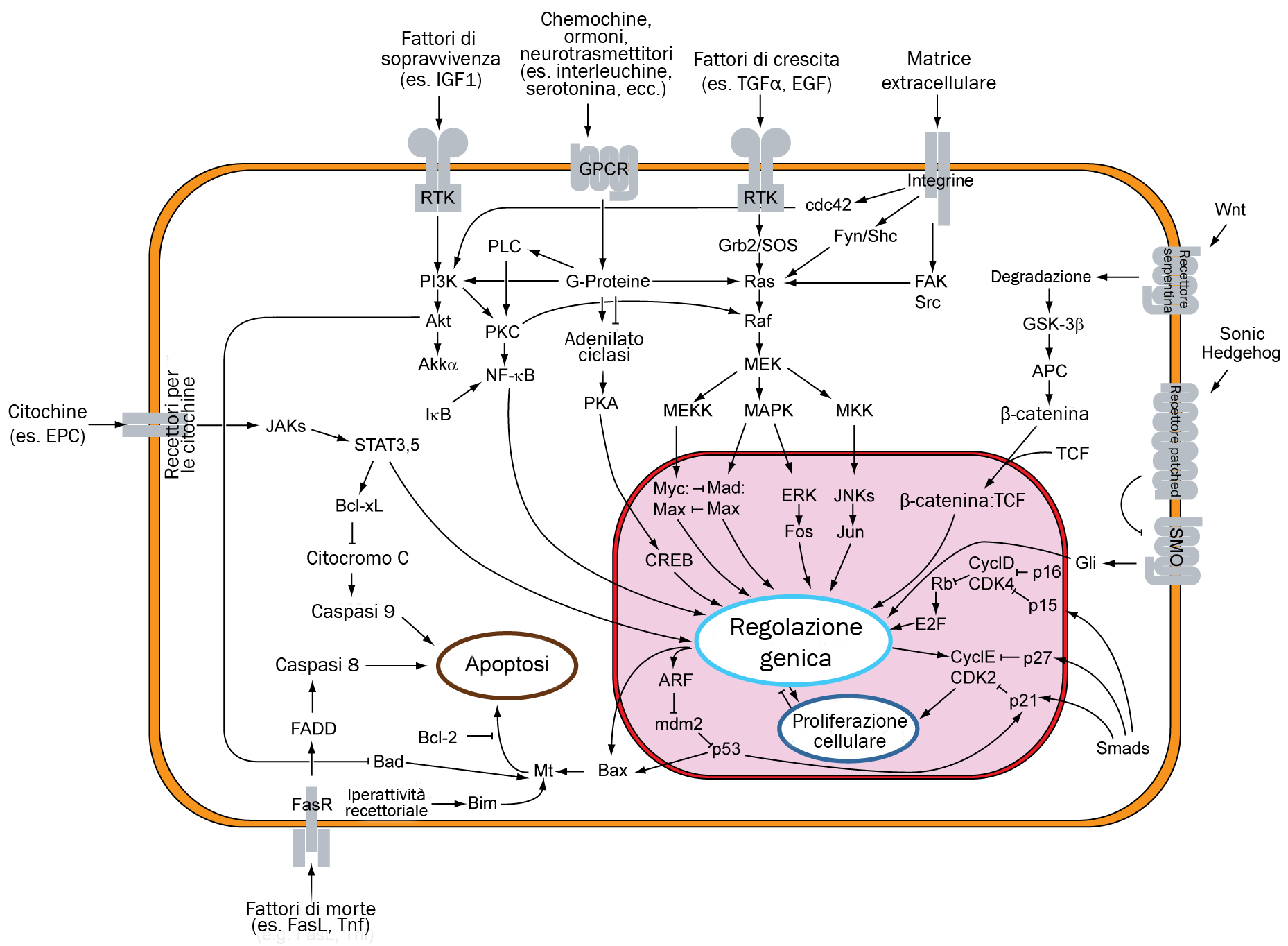
Trasduzione del segnale.png

기존의 현대 과학은 구성 요소를 하나 하나 분해하여 개별적인 기능을 알아내는 환원주의적인 방식을 통해 발전해왔다. 예를 들어 특정 유전자를 없애서  나타난 반응을 통해 유전자의 기능을 유추해왔다. 그러나 사람의 몸은 수많은 유전자와 단백질, 다수의 화합물들이 복잡한 반응을 통해 끊임없이 상호작용을 하고 있기 때문에 하나의 유기적인 시스템으로 볼 수 있다. 사람을 비롯한 모든 생명체는 자기 조직화를 통해 전일성과 다양성, 비존재성, 존재성을 가지게 된다. 따라서 특정 생명 현상을 설명하기 위해서는 단순하게 기존의 환원주의식의 연구를 통해서는 한계가 있다. 오늘날 염기 서열 해독의 고속, 자동, 대용량화가 급진적으로 진행되었다. 또한 인터넷 망이 확산됨과 컴퓨터 전산 처리 능력이 발전함에 따라, 점차 생명과학은 다양한 오믹스 데이터 분석을 통해 기능을 유추하는 패러다임으로 전환되었다.
특정 현상을 정의하기 위해 수많은 변인들의 연결 고리를 규명함으로써 현상에 대한 근원적인 이해를 하고자 하는 것이 시스템 생물학이다. 한 마디로 시스템 생물학이란  유전자나, 분자, 세포 수준의 요소를 통해 그들 간의 관계를 찾고, 관계에 관한 정보들을 시스템 차원의 관점에서 통합하여 분석하는 학문이다. 최근 오믹스 생물학의 발전으로 다수의 변인에 대해 동시측정이 가능하게 되어  생명현상을 전체주의적인(holistic) 관점에서 해석하고자 하는 시스템 생물학적 접근이 활발하게 시도되고 있다. 시스템 생물학을 연구하기 위해서는 오믹스 데이터가 대량으로 요구될 뿐 아니라 대량의 데이터를 수집하여 각각의 관계도를 그려내고 시스템의 반응을 유추해주는 모델링 기술이 뒷받침 되어야 한다. 따라서 단일 학문이 아닌 다양한 학문분야가 관련된 융합학문으로 볼 수 있다. 시스템 생물학에서의 최종 목표는 생명 현상에서 일어나는 현상을 시스템 수준의 관점에서 고찰하여 창발적 속성에 대해 밝혀내는 것이다. 시스템 생물학의 이와 비슷한 모델은 인간 사회에서도 찾을 수 있는데 개인의 사회적 역할은 개인의 성격이나 특성보다 개인이 속해있는 집단의 성격에 의해 좌우되는 것을 예로 들 수 있다. 특정한 집단은 개인이 모여 이뤄지지만 개인으로 존재할 때는 없던 습성이 집단으로 행동할 때만 나타나는 것을 창발적 속성이라 할 수 있다.

## 역사
생물학에 시스템이라는 개념이 처음 도입된 것은 사이버네틱스의 창시자인 노버트 위너(Norbert Weiner)로부터이다.
초기의 중점적인 시스템 생물학의 연구과제
- 효소 동역학의 정량적 모델링, 1900-1970년대 꽃을 피움.
- 인구성장의 수학적 모델링
- 신경 생리학의 가상 실험
- 조절 이론과 사이버네틱스

초기에 생물에 전산학을 도입한 과학자는 1952년 신경 세포에서의 엑손을 포함한  신경 전달 경로에 대해 수학적 모델을 도입해서 노벨 상을 수상한 영국의 신경생리학자인 앨런 로이드 호지킨(Alan Lloyd Hodgkin)와 앤드루 필딩 헉슬리(Andrew Fielding Huxley)이다.

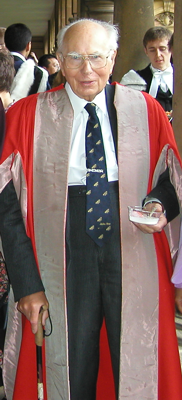
Andrew huxley trinity

 이들이 세운 모델은 신경세포의 기능이 칼륨 채널과 나트륨 채널에 의해 연관되어 있고, 그 연관관계에 대해 시스템 생물학적으로 전산화해주었다.
이후 정식으로 시스템 생물학이 하나의 학문으로 확립된 것은 1966년에 미하지오(Mihajlo D. Mesarovic)가 처음으로 "시스템 이론과 생물학"에 대해 거론하면서부터이다.
1960과 1970년 사이에는 대사과정이나 생화학적인 복잡한 분자들에 대해 연구의 초점이 맞춰졌다. 분자생물학의 전성기가 도래하면서 정량적인 생물학 분석이 외면받게 되었다.
그러나 고속 염기서열 분석기 등의 개발로 1990년대 기능적 유전체학이 등장하면서 전산학의 발전을 통해 높은 퀄리티의 많은 양의 데이터를 얻는 것이 가능해지면서 더욱 현실적인 모델을 예측하는 것이 가능해졌다. 1997년 마사루 토미타 팀이 처음으로 대사과정의 정량적 모델을 발표했고 시스템 생물학은 꾸준히 연구되었다.
시스템 생물학의 역사에 가장 큰 획을 그은 사건은 2000년도 인간 게놈 프로젝트가 발표된 후 오믹스와 기능적 유전체학이 발달하게 된 것이다. 인간 게놈 프로젝트 이전에도 쥐나 애기장대와 같은 생물체의 유전체에 대한 연구는 진행되어 왔지만 인간 게놈 프로젝트의 완성을 기점으로 사람의 몸에서 일어나는 현상에 대해 연구를 할 수 있게 되었다.  크레이그 벤터가 세운 유전체 연구기관(TIGR; http://www.tigr.org)에서%5B깨진+링크(과거+내용+찾기)%5D 샷건 시퀀싱 방법을 개발하여  유전체 해독의 방법론에 획기적 전환을 가져오게 되는데 1995년 세계 최초로 유전체 염기서열 완전해독에 성공한 후 전 세계적으로 수백여 종의 복어, 애기장대, 꼬마선충, 닭, 쥐, 개 등의 유전체 해독이 완료되었고 인간에 대한 유전체 염기서열 분석이 완료되어 발표되기에 이르렀다. 약 30억개에 달하는 막대한 양의 인간 게놈 정보 속에서 데이터를 만들어 내는 것 못지 않게 데이터를 해석하는 것이 중요하게 되면서 정보 기술 (IT)와 생명과학기술(BT)가 융합된 데이터 마이닝과 생명기술, 생명정보학을 통해 시스템 생물학의 중요성이 대두되기 시작했다.
오늘날 막대한 양의 유전정보를 체계적으로 분류하고 검색하는 것의 중요성이 높아지면서 이를 처리하는 소프트웨어나 엔진, 데이터베이스 작업, 손쉽게 검색, 활용할 수 있도록 하는 웹이 꾸준히 개발되고 있다.

## 시스템 생물학과 연관된 학문

### 오믹스와 시스템 생물학
오믹스는 체학이라고도 하는데 다루는 대상에 따라 세분화된다. 오믹스(Omics)의 '옴(-ome)'은 덩어리라는 뜻을 가지고 있다. 어떤 것을 연구 할 때 모든 요소를 큰 덩어리로 보고 전체의 반응에 대해 예측하고자 하는 것이다. 여러 종류가 있지만 그 중 분자생물학의 중심원리와 밀접한 유전체학, 전사체학, 단백질 체학이 시스템 생물학과 밀접한 관계를 맺고 있다.  우리가 제대로 기능을 알고 있는 유전자의 수는 전체의 약 10-2-%정도인 3-5천개에 불과하다. 이런 유전자의 기능을 대규모로 밝히는 연구분야를 기능유전체학(functional genomics)이라 부른다. 오믹스 생물학과 시스템 생물학의 차이점을 살펴보면 오믹스생물학은 특정 대상에 대한 모든 요소에 대해 밝히는 것을 목적으로 한다면 시스템 생물학은 구성 요소간의 상호작용에 대해 규명하는 학문이라 할 수 있다. 시스템 생물학을 하기 위해서는 오믹스 생물학을 통해 나온 대량의 오믹스 데이터가 재료로 필요하다. 오믹스데이터는 마이크로어레이 데이터와 시퀀싱 데이터로 나눌 수 있다.

#### 시퀀싱
유전체학의 대표되는 기술
기계로 소량의 DNA 시료를 가지고 다양한 원리에 의해 서열을 해독해 낼 수 있다.

#### 마이크로어레이

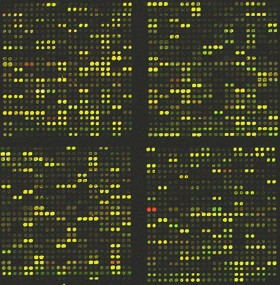
microarray

전사체학에서 대표되는 기술 생물학 데이터의 대량 생산에 큰 기여를 했다. 반도체 칩 제조공정과 유사한 방식으로 작은 판 위에 수백만 개의 유전자의 발현 정도를 볼 수 있다. 비교군과 대조군의 샘플에서 mRNA를 추출하여 상보적인 cDNA를 만들고 형광물질로 표지하여 탐침자가 붙어 있는 마이크로 칩에 뿌려주면 형광물질의 색으로 발현 정도를 볼 수 있다. 정량적이지 못하고 극단적이라는 단점이 있다. 사용하는 서열의 종류와 실험 기법에 따라 여러 종류가 있고 각 종류마다 나타내는 정보도 다르다.
사용하는 탐침자에 따른 대표적인 종류
- 3'IVT : 전통적인 마이크로어레이 방식으로 3' 말단 부분의 상보적인 탐침자를 제작한다.
- 정션(Junction) 탐침: 2개의 엑손 사이에 1개의 탐침자를 끼우는 식으로 탐침자를 제작한다.
- 엑손 탐침: ~1,400,000 탐침자 세트로 엑손 별 발현을 볼 수 있다.
- 타일링 어레이: 게놈 전체의 탐침자를 이용하여 모든 부분의 발현을 볼 수 있다.
- 어레이 CGH: DNA 정보를 볼 수 있다. 결실, 중첩, 특정 부분의 카피 수 변화 등을 알 수 있다.
- 스닙(SNP) 어레이: 유전자 전체를 보는 것이 아니라 SNP을 찾기 위해 그 부분 서열에 A, T, G, C 네 가지 종류의 탐침자를 넣어 발현을 통해 하플로타입을 결정한다.

기능 유전체학의 핵심은 발현이라 할 수 있다. 우리 몸의 모든 세포는 같은 유전자로 이루어져 있고 특정 부위의 발현 정도에 따라 각각 다른 세포로 분화되어 다른 기능을 가지게 되기 때문이다. 유전자 발현의 공간적, 시간적 변화정보를 얻기 위해 시스템 생물학을 통해 연구하려는 노력이 계속되고 있다. 발현 패턴을 통해 비슷한 발현 양상을 보이는 유전자들끼리 그룹 지을 수 있다. 이러한 그룹을 만드는 과정을 클러스터링이라고 한다. 특정한 기준을 알고 기준에 따라 나누는 것을 분류(classification)이라 한다면 클러스터링(clustering)은 기준을 모르는 상태에서 비슷한 것들끼리 뭉쳐보면서 기준을 찾는 것이다.

### 비교유전체학과 시스템 생물학
비교유전체학은 종간의 유전체를 비교함으로써 유전자의 보존도를 통해 기능과의 연관성을 밝히는 학문이다. 특정 종간에 유전체를 비교했을 때 특이적으로 보존이 잘 되어 있는 서열의 경우 생존과 밀접한 기능을 하는 서열로 예측할 수 있다. 예를 들어 젖이 나오는 기능을 하는 서열의 경우 어류에서는 나타나지 않지만 포유류의 경우 높게 보존되어 있을 수 있다. 비교유전체학이란 인간 유전체 연구를 위해서 여러 생물종을 모델로 이용하여 인체 생명현상 및 질환을 연구하는 것을 말한다. 미생물이나 초파리 및 생쥐에서 인체 질환 모델을 분석하고 유전체의 변화를 비교 연구하거나 다른 생물의 변이형을 이용하여 인간 생명현상을 연구할 수 있다. 유전체 염기서열을 분석하거나 단백질, 구조 및 대사산물의 비교 연구를 통하여 각 생명체간의 진화적 비교연구와 질환연구의 능력을 배양한다. 또한 사람들마다 유전체 염기서열간에 차이가 있고 이는 개인의 차이와 질병 감수성, 약물 반응성 등에 차이를 가져올 수 있다. 일염기다형성(Single nucleotide polymorphism)의 연구를 통하여 인간 다양성을 연구할 수 있고 어떻게 질환 발생에 영향을 주는지 알 수 있다. 이와 같은 비교유전체학 연구분야의 최신 지견과 연구방법을 숙지함으로써 생명정보를 활용하는 능력을 배양한다. 유전자의 구조를 예측시 더 정확하게 할 수 있다는 장점이 있다. 인간 게놈 프로젝트가 완성되기 이전까진 유전자의 구조를 정확히 알 수 없었고 비교유전체학을 통해 유전자 구조를 예측할 수 있었다.

### 생물정보학

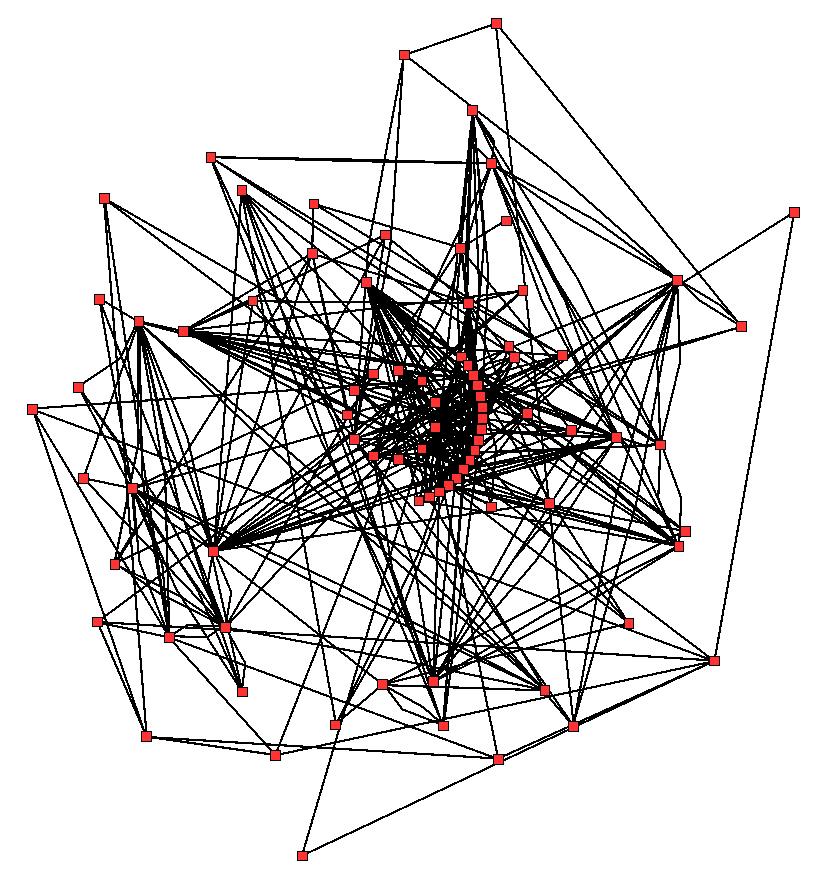
Example of network biology research.

컴퓨터과학, 수학, 통계학, 화학 등의 타분야가 생명과학과 융합된 형태. 전산생물학의 연구분야는 시스템즈 생물학과 중복되기도 한다. 주 연구분야는 서열정렬, 유전자 검색, 유전자 어셈블, 단백질 구조 정렬, 단백질 구조 예측, 유전자발현의 예측, 단백질간 상호작용, 진화모델 등 다양하다. DNA 서열 분석 방법의 발달에 따라 현재 수많은 종의 게놈 서열이 밝혀져 있으며, 이로부터 만들어지는 RNA와 단백질에 대한 서열의 정보 또한 급속히 증가하고 있다. 또한, 특정 조건에서의 유전자들의 발현량, 그들의 산물 및 상호작용들에 대한 정보가 transcriptomics, proteomics, metabolomics와 같은 방법들을 이용하여 대규모로 얻어지고 있다. 이와 같이 데이터의 양이 급격히 증가함에 따라 이를 수작업으로 다룬다는 것은 불가능하게 되었으며, 이로부터 유용한 지식을 얻어내기 위해서는 수학, 통계학, 전산학을 기반으로 하는 방법론들이 필요로 하게 되었다. 이처럼 생물체로부터 얻어진 대량의 데이터로부터 유용한 지식을 얻어내기 위한 전산/통계/수학적인 도구를 통칭하는 용어로써 생물정보학(bioinformatics)이 쓰이고 있으며, 전산생물학(computational biology)이라는 용어 또한 흔히 같은 뜻으로 쓰이고 있다. 이처럼 생물체로부터 얻어진 대량의 데이터로부터 유용한 지식을 얻어내고자 하는 노력 중에서, 시스템 전체에 대한 분석 및 수리적인 모델링(mathematical modeling)을 강조하는 용어인 시스템 생물학(systems biology)도 생물정보학과 상당부분 겹치는 용어이다.

### 네트워크와 시스템 생물학

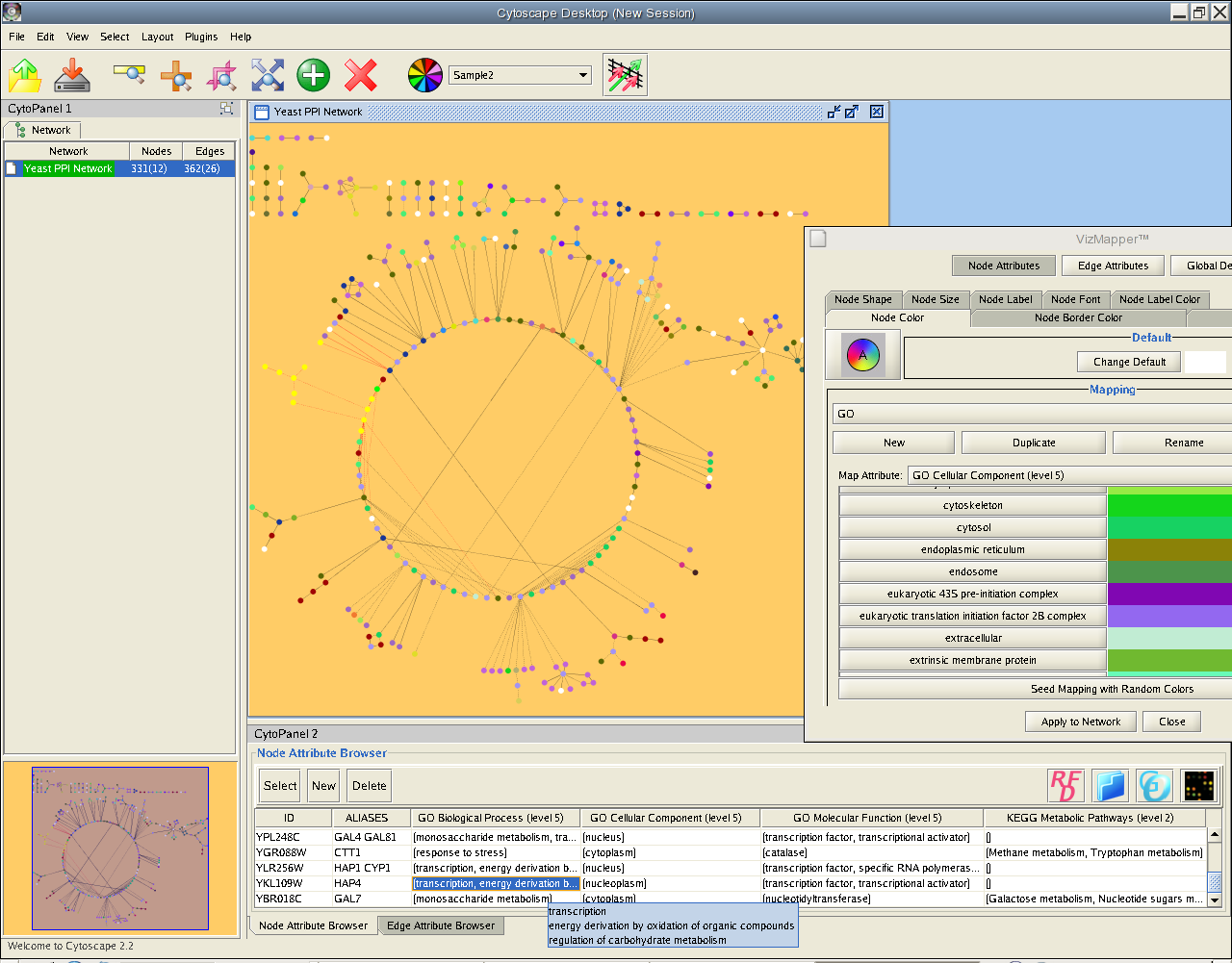
Bio network visualization.

생명 시스템을 네트워크라는 단위로 효과적으로 설명하고자 하는 시도. 시스템 생물학에서는 단백질, 단백질간의 상호작용이나 대상 경로, 신호전달 네트워크, 전사-조절 네트워크,  mRNA-타겟 네트워크, 협동적 발현 네트워크 등 생물학적 관계를 네트워크로 모델링하고자 한다. 대부분 이러한 생물학적 네트워크는 불규칙적이지 않고 독특한 구조를 형성하는데 이러한 구조가 어떤 기작으로 생성되었는지 이해하는 것은 시스템 생물학 기초 및 응용 연구의 기본 원리가 된다.

### 온톨로지와 시스템 생물학, GO(Gene Ontology)
온톨로지는 일종의 용어를 정의하는 계약이라 할 수 있다. 주로 인용되는 온톨로지에 대한 정의는 '어떤 관심 분야를 개념화하기 위해 명시적으로 정형화한 명세서 (An ontology is an explicit and formal specification of a conceptualisation of a domain of interest. (c.f. Tom Gruber, 1993)'이다. 즉, 각 사물에서 공통점을 찾아내고 이를 하나의 집합 또는 범주로 나타내기 위해 의미, 지식의 쓰임새 등을 분명하고 자세하게 설명하는 것을 말한다. 또 Borst는 온톨로지를 '공유된 개념의 정형화된 명세이다. (Ontologies are defined as a formal specification of a shared conceptualization.)'라고 정의하고 있다. 앞의 정의에 '공유'의 개념이 추가되었는데, 이는 하나의 잘 정의된 개념을 각 분야에서 공통적으로 사용한다는 의미로 볼 수 있다.
생물학에서의 온톨로지(GO=Gene Ontology는 세 가지 독립된 수준에서 나눠볼 수 있다.

- 분자 수준에서의 기능: 생화학적 수준에서 생산물에 따라 구분할 수 있다.
- 생명 대사: 생물학적인 대사 과정에서의 역할에 따라 구분할 수 있다.
- 세포의 구성 요소: 세포 내 존재 위치에 따라 구분할 수 있다.

### 개인 유전체학
인간 게놈 프로젝트를 통해 유전체 정보를 알게 되었는데 그 활용은 생명과학 뿐 아니라 의학분야에서도 많은 가능성을 제시한다. 그 중 가장 파급 효과를 일으킬 것으로 예상되는 분야는 개인의 게놈 정보를 분석하여 보다 효과적인 치료를 제공할 수 있는 개인 맞춤 의학이다. 사람의 유전체는 모든 사람들이 100% 일치 하지 않기 때문에 같은 약을 사용해도 효과에 차이가 있을 수 있다. 하지만 개인 맞춤 의약은 환자의 유전 정보를 통해 환자를 위해 설계된 개인 맞춤 의약을 제공함으로써 부작용을 줄이고 예후가 좋을 것으로 기대된다.
개인 유전체학을 선도하는 핵심 기술은 2007년부터 도입된 차세대 염기서열 분석(NGS: Next Generation Sequencing) 방식이다. 기존의 시퀀싱 방법보다 비용과 시간을 대폭 절감하여 이미 2010년 천만원 정도 비용이면 2주 내에 개인 유전체 분석을 할 수 있다.

#### 개인 유전체의 생물학적 의미
생식 세포를 제외하고 우리 몸의 모든 세포는 22쌍의 상염색체와 한 쌍의 성염색체를 가지고 있고 DNA 염기 서열의 수는 60억개 이상이다. 인간 게놈 프로젝트는 개인의 차이를 배제한 평균화된 표준 지도를 그린 셈이다. 따라서 사람마다 질병에 대한 감수성과 약물에 대한 민감도, 알레르기 반응등이 천차만별로 나타나는 것이다. 개인 유전체에는 이러한 모든 특성들이 들어 있는 것이다.
미국의 리로이 후드 박사(ISB: Institute for Systems Biology를 세운 사람)는 P4-의학에 대해 얘기한 바 있다.
| 이름      | 리로이 후드(Leroy Hood)                                                                                             |
| 생일      | 1938.10.10 |
| 출생지    | 몬타나 |
| 수상 내역 | Albert Lasker Award (1987), Kyoto Prize (2002), Lemelson–MIT Prize (2003), Heinz Award (2006), Kistler Prize (2010) |

- 예측(Predict) 의학
- 예방(preventive)의학
- 개인맞춤(personalized)의학

- 환자참여(participatory)의학

즉 유전체 정보에 대한 기술이 발전함에 따라 유전 정보 분석 비용이 저렴해지면 개인의 유전체 정보를 분석하여 의학에 이용할 수 있는 시대가 올 것 이고 이는 현재의 사후대처적인 의료기술에서 예방의료기술로 전환될 것을 예측하고 있다.

## 관련 프로젝트 & 데이터베이스

### 시스템 생물학과 연관된 프로젝트들

#### 인간 게놈 프로젝트
인간 게놈 프로젝트(Human Genome Project, HGP)는 2005년까지 인간 게놈에 있는 약 30억개의 뉴클레오티드 염기쌍의 서열을 밝히는 것을 목적으로 한 프로젝트이다. 이 프로젝트는 미국, 영국, 일본, 독일, 프랑스 5개국의 공동 노력과 셀레라 게노믹스(Celera Genomics)라는 민간 법인의 후원을 받아 이루어지게 되었다. 이 프로젝트의 첫 단계는 효모와 선충류 등을 포함한 다른 종의 게놈 서열을 밝히는 것으로서 이미 완성되어 있다. 인간 게놈의 초기 지도는 2000년 6월에 발표되었고 이것은 예상보다 5년 앞서 완성된 것이다. 인간 게놈 프로젝트의 결과는 의학과 과학 분야에 많은 충격을 주었고, 이 결과로 많은 질병의 원인이 되는 유전자의 염색체 상에서의 위치를 알 수 있게 되었다. 인간 게놈 프로젝트를 시작하기 전, 생물학자들은 다른 생물들의 게놈서열을 밝히는데 성공하였다. 가장 잘 알려진 초파리의 경우, 유전자의 개수는 1만 3700개 정도였고, 다른 생물들도 이와 비슷하거나 좀 더 많은 정도였다. 이를 통해 생물학자들은 인간이 가진 생명활동의 복잡성에 근거하여, 인간이 대략 10만 개의 유전자를 가지고 있을 것으로 추정하였다. 이는 나름 타당해 보였는데, 단순한 생물들에 비해 복잡한 생물들이 많은 유전자를 가지는 경향을 보이기 때문이다. 또한 '1유전자 1단백질' 설에 의거, 인간이 가진 단백질의 종류를 보았을 때, 인간에게는 대략 10만 개의 유전자가 있을 것이라고 추정한 것이다. 게놈 프로젝트가 끝나고, 생물학자들은 인간이 가진 유전자의 개수와 관련된 연구결과에 충격을 받았다. 10만 개에 달할 것이라고 생각하였던 인간의 유전자 개수는, 게놈 분석결과 대략 2만 3천 개 밖에 되지 않았던 것이었다. 이는 하등 식물이 가진 유전자의 개수인 2만 5천 개보다 적은 숫자였다.

#### 엔코드 프로젝트(ENCODE=ENCyclopedia Of DNA Elements)
인간 유전체에 있는 모든 기능에 관련된 요소를 찾아 백과사전처럼 만들고자 한다. 사람의 유전체의 1%에 대해서 낱낱히 파헤지자는 취지로 전 세계에서 돈을 모아 2003년에 시작 2007년에 논문을 발표한 뒤 1차 프로젝트를 종료하고 2008년 2차 프로젝트를 시작했다.

#### 햅맵 프로젝트
햅맵 프로젝트(International HapMap Project)는 미국, 유럽, 중국 및 일본이 참여한 국제 생명과학 프로젝트로서, 인간의 염색체의 한 가닥을 지도화하는 프로젝트이다. 유전체를 분석하는 데 필요한 단계의 정보를 도출했고, 사이언스에 그 결과가 발표되었다. 본 프로젝트의 목적은 인간 유전체의 하플로타입 지도를 만드는 것으로 인간 유전적 변이의 공통된 패턴을 묘사하는 데 있다. 본 프로젝트의 결과는 건강과 질병, 약물반응, 환경요인에 영향을 미치는 유전적 변이를 찾는데 중요한 자원이 될 것으로 기대되며, 전 세계에 자유롭게 배포된다. 서로 관련없는 두 사람은 약 99.5%의 DNA 서열을 공유하고 있으며, 일부 다른 영역이 존재한다. 어떤 사람은 A이지만 G를 가진 사람도 있으며, 이를 단일염기다형성(SNP, Single Nucleotide Polymorphism)라고 하며, 이들 각각을 대립형질(Allele)이라고 한다. 햅맵 프로젝트는 인류전체중 적어도 1% 이상이 갖고 있는 공통된 SNP에 초점을 맞추고 있다.인간은 남성 성염색체를 제외하고는 모두 두벌의 염색체를 가진다. 각각의 SNP에 대한 대립형질의 조합을 유전형이라고 한다. 유전형분석은 특정영역에 어떤 유전형이 있는가를 밝히는 것을 의미한다. 본 프로젝트는 269명으로부터 샘플을 취하고 수백만 개의 잘 정의된 SNP를 선택하여 이들의 유전형을 알아내고 결과를 공개한 것이다. 하나의 염색체위에 존재하는 근처의 SNP의 대립형질들은 서로 연관되어 있다. 이것은 만일 어느 한 SNP의 대립형질이 알려져 있다면, 그 근처 SNP의 대립형질을 예측할 수 있다는 의미이다. 이는 각 SNP이 진화역사에서 단일 돌연변이로 나타나고, 더 이전의 돌연변이와 함께 자손에게 전달되기 때문이다. SNP이 서로 멀리 떨어질수록 연관정도가 낮아지는데 이는 각 세대마다 두 염색체간의 대립형질이 섞이는 유전자 재조합때문이다. 하나의 염색체위에 일련의 대립형질들의 순서를 하플로타입이라고 한다. 특정 질병에 관련된 유전요인을 찾기 위해서는 먼저 이전의 유전학연구로부터 유전체상의 관심영역을 정하고, 이 영역에 햅맵 데이터로부터 얻은 tag SNP을 위치시킨다. 이들 SNP은 근처의 다른 SNP들과 매우 잘 연관되어 있으므로 각 개인의 하플로타입을 결정할 수 있다. 이로써, 특정 질병과 특정 하플로타입이 관련되어 있는지 결정할 수 있다.
햅맵 프로젝트를 통해 스닙(SNP)를 찾게 되면 시스템 생물학에서는 특정 질병과 스닙(SNP)의 관계에 대해 탐구할 수 있다. 이를 전장유전체연관성분석(GWAS=Genome wide association Studies)라 부른다. 질병 유전자를 찾는데 가장 대표적인 연구 방법론이다. 유전자 전체를 비교하는 것이 아니라 사람마다 다른 염기를 가지고 있는 부분의 서열만 모아서 더 많은 사람을 비교하는 것이 경제적이고 효율적이기 대문이다.

#### 1000 유전체 프로젝트
전체 인구의 1%에서 나타나는 모든 변이에 대해 조사하고자 하는 프로젝트다.
1000 유전체 프로젝트(1000 Genomes Project)는 2008년 1월에 영국, 미국, 중국이 합작하여 3년 내에 다양한 인종으로 구성된 인간 1000명의 유전체를 해독하는 국제 프로젝트이다. 인간 게놈 프로젝트 이후 가장 큰 규모의 유전체 프로젝트이다. 기존에 한두 명의 게놈 지도를 해석하는 것이 아니라, 빠른 속도로 많은 사람의 유전체를 한꺼번에 해석하여 변이체학의 기초를 이룰 수 있는 매우 귀중한 자료를 만들겠다는 것이다. 또한, 이 자료는 일반인이 쉽게 찾을 수 있도록 공개된다. 이 프로젝트는 궁극적으로 $1000 유전체 프로젝트나 $0 유전체 프로젝트의 기초가 될 것으로 기대될 프로젝트로 알려져 있다. 유전학, 약리학, 의학, 생화학, 생물정보학 등에 도움을 줄 것으로 예상된다.

#### TCGA 프로젝트
엔코드와 같은 것을 암에 대한 프로젝트.

#### 유전체 10000 프로젝트
10000종의 게놈 시퀀싱 취지의 프로젝트.

### 데이터베이스 및 웹 브라우저

#### DNA 관련
- EBI: 유럽 생명 정보학 기관
- NCBI
- 골드(GOLD): 게놈 온라인 데이터베이스의 완성된 게놈 정보들이 들어있다.
- UCSC: 게놈 브라우저
- GENBANK: DNA 서열 데이터베이스
- DDBJ(주소): 일본의 게놈 데이터베이스
- EMBL: 유럽의 게놈 데이터베이스
- ENSEMBL :EBI-EMBL

#### RNA 관련
- GEO
- SMD
- ARRAYEXPRESS
- miRbase
- RFam

#### 단백질 관련
- UNIPROT
- NCBI
- Pfam
- PROSITE
- ProDom
- SMART
- InterPro: 여러 단백질 데이터베이스들을 통합 검색할 수 있는 데이터베이스
- PANTHER
- CDD

#### 구조 관련
- PDB
- SCOP
- CATH

## 같이 보기
- 망생물학(Network biology)
- 생명체시스템생물학(Biomics)
- 네트워크
- 모듈성
- 창발적 속성(Emergent Property)
- 오믹스
- 사이버네틱스
- 합성 생물학
- 생명정보학
- 인간 게놈 프로젝트
- 햅맵 프로젝트
- 1000 유전체 프로젝트

## 관련 기관
- ISB: 위싱턴 소재 시스템 생물학 연구소. 리로이 후드가 세우고 빌게이츠 등이 후원.
- Omics.org: 오믹스 (체학) 홈 페이지.
- IST: 독일의 시스템 생물학 연구소
- ERCSB: 이화여자대학교 시스템생물학 연구소
- KOBIC: 국가생물자원정보관리센터
- NCBI: 미국의 대표적 국가 생정보학 기관
- EBI: 유럽연합 생정보학 연구소
- 스누비, 서울대학교
- Bioinformatics.org: 생정보학 포털
- Bioinformatics Wiki Site: 생정보학 위키 포털
- ISCB: 국제 전산 생물학 협회

## 참고 문헌
- Ideker T, Galitski T, and Hood L. 2001. A new approach to decoding life: systems biology. Annu. Rev. Genomics Hum. Genet. 2:343-372
- Collins FS, Green ED, Guttmacher AE, and Guyer MS on behalf of the US National Human Genome Research Institute. 2003. A vision for the future of genomics research. Nature 422:835-847.